# Katalin Lévai
Katalin Lévai (ur. 22 maja 1954 w Budapeszcie) – węgierska polityk i pisarka, od 2003 do 2004 minister, w latach 2004–2009 eurodeputowana VI kadencji.

## Życiorys
Ukończyła w 1976 kolegium handlu zagranicznego, a w 1988 studia na Uniwersytecie Loránda Eötvösa w Budapeszcie. Doktoryzowała się w 1994.
Pracowała w Węgierskiej Akademii Nauk, od 1989 do 2003 była redaktorem naczelnym czasopisma „Esély”. W latach 1990–1994 kierowała ośrodkiem pomocy rodzinie, zajmowała się również działalnością akademicką. W 2002 została dyrektorem generalnym w Ministerstwie Pracy. Od 2003 do 2004 wchodziła w skład węgierskiego rządu jako minister ds. równouprawnienia.
W wyborach powszechnych w 2004 uzyskała mandat posłanki do Parlamentu Europejskiego z ramienia Węgierskiej Partii Socjalistycznej. Była członkinią grupy socjalistycznej, pracowała m.in. w Komisji Prawnej (do 2007 jako wiceprzewodnicząca). W PE zasiadała do 2009.
Jest autorką kilkunastu książek poświęconych przede wszystkim polityce społecznej oraz kwestiom równości szans.